# Changwon
Changwon (kor. 창원시) – miasto w południowej części Republiki Korei, stolica prowincji Gyeongsang Południowy. Około 549,5 tys. mieszkańców.
Razem z Masan i Jinhae, Changwon jest częścią obszaru metropolitalnego Ma-Chang-Jin który liczy ok. 1,2 milionów mieszkańców. Miasto o wielkim znaczeniu przemysłowo-handlowym, siedziba czeboli m.in. Doosan.
Miasto jest siedzibą klubu piłkarskiego Gyeongnam FC (경남 FC), który reprezentuje prowincję Gyeongsang Południowy w K League 1 (1. Liga). Miasto ma też własną drużynę, Changwon FC (창원시청 축구단) która gra w Korea National League. (2. Liga).
W mieście znajduje się hala sportowa Changwon Arena.

## Miasta partnerskie
- Stany Zjednoczone: Jersey City
- Japonia: Ōgaki
- Korea Południowa: Goheung-gun, Hamyang-gun
- Chiny: Ma’anshan
- Rosja: Jakuck
- Polska: Poznań[1]